# Airial Salvo
Airial Salvo (Ogden, 18 aprile 1987) è una pallavolista statunitense.
Gioca nel ruolo di schiacciatrice.

## Carriera
La carriera di Airial Salvo inizia a livello scolastico con la formazione della sua scuola, la Viewmont High School. Terminate le scuole superiori, gioca a livello universitario, prendendo parte alla Division I NCAA con la University of Utah dal 2005 al 2006; nel 2007 si trasferisce alla University of Washington, con la quale gioca dal 2008 al 2009.
Nella stagione 2010 inizia la carriera professionistica, giocando nella Liga Superior portoricana con le Lancheras de Cataño. Nel campionato 2010-11 gioca invece nella Lega Nazionale A svizzera, vestendo la maglia del Neuchâtel Université Club Volleyball: col club elvetico disputa la finale in tutte le competizioni domestiche, uscendo tuttavia sconfitta in tutte e tre le occasioni contro il Volleyballclub Voléro Zürich.
Nella stagione 2012 è nuovamente in Porto Rico con le Leonas de Ponce, club nel quale torna a giocare anche nel campionato 2014, dopo una stagione di inattività, raggiungendo la finale scudetto e venendo premiata come MVP della regular season, oltre che inserita nell'All-Star Team del torneo.

## Palmarès

### Premi individuali
- 2006 - All-America Second Team
- 2014 - Liga Superior portoricana: MVP della Regular Season
- 2014 - Liga Superior portoricana: All-Star Team